# George Jones (We Can Make It)
Pour les articles homonymes, voir George Jones (homonymie).
Albums de George Jones
A Picture of Me (Without You)
(1972) Me and the First Lady
(1972)
George Jones (We Can Make It) est un album de l'artiste américain de musique country George Jones. Cet album est sorti en 1972 sur le label Epic Records.

## Liste des pistes
| No  | Titre                            | Auteur                       | Durée |
| --- | -------------------------------- | ---------------------------- | ----- |
| 1.  | We Can Make It                   | Billy Sherrill, Glenn Sutton |       |
| 2.  | I'll Take You to My World        | Sherrill, Sutton             |       |
| 3.  | Kiss an Angel Good Mornin'       | Ben Peters                   |       |
| 4.  | All the Praises                  |                              |       |
| 5.  | (Don't Take Her) She's All I Got |                              |       |
| 6.  | Last Letter                      |                              |       |
| 7.  | Loving You Could Never Be Better | Earl Montgomery              |       |
| 8.  | King                             |                              |       |
| 9.  | Try It You'll Like It            |                              |       |
| 10. | One of These Days                |                              |       |
| 11. | Let's Make History               |                              |       |

## Positions dans les charts
Album – Billboard (Amérique du nord)
| Année | Chart          | Position |
| ----- | -------------- | -------- |
| 1972  | Albums country | 10       |